# Streepkopgrijsstaart
De streepkopgrijsstaart (Xenerpestes singularis) is een zangvogel uit de familie Furnariidae (ovenvogels). De vogel was afkomstig uit een grote collectie die in Ecuador was verzameld door de Poolse ornitholoog Jan Sztolcman. Deze soort werd in 1885 door Wladyslaw Taczanowski en Hans von Berlepsch geldig beschreven.

## Verspreiding en leefgebied
Deze soort komt voor van Ecuador tot noordelijk Peru.

## Status
De grootte van de populatie is niet gekwantificeerd maar de soort wordt omschreven als schaars. Op de Rode lijst van de IUCN heeft deze soort de status niet bedreigd.